# Полість
Полі́сть — річка в Псковській і Новгородській області Росії, ліва притока річки Ловать. 
Довжина — 176 км, площа басейну — 3630 км², витрата води — 22м³/с. Найбільші притоки: Холинья, Снежа (ліві); Порусья (правий). Найбільший населений пункт на річці — місто Стара Русса. 
Гідронім Полість означає заболочений (болото, багно, трясовина).
Полість випливає з озера Полісто в східній частині Псковської області. Тече на північний схід 
на всьому своєму протязі. Перші кілометри петляє в болотистих берегах, ширина — 10—20 м. У середній течії, починаючи від села Карабінец, характер річки змінюється. Береги 
підвищуються, одягаються лісом, швидкість течії різко прискорюється, в руслі з'являються 
камені, перекати і поріжки. Такий характер річка зберігає протягом близько 80 км до 
впадіння зліва річок Холиньі і Снежі. Найсерйозніший поріг на річці розташований біля села 
Бракловіци. 
У нижній течії річка заспокоюється, береги безлісі, ширина — 30—40 м. У центрі Старої Русси Полість приймає справа найбільша притока — Порусью. 
Полість впадає в Ловать на приильменских низовини за декілька кілометрів вище місця впадання
Ловаті в озеро Ільмень. Представляє також інтерес для туристів-водників.